# The Peoples of Middle-earth
Народи Средње земље (енгл. The Peoples of Middle-earth) је дванаести и последњи том серијала The History of Middle-earth, који је Кристофер Толкин саставио на основу рукописа свог оца Џ. Р. Р. Толкина. Објављен је 1996. године. Неки ликови (укључујући Анаире, Финголфинову жену) појављују се само у овој књизи, као и нека друга дела која се нису уклапала нигде другде.

### Први део: Пролог и додациГосподару прстенова
Ова целина се бави развојем пролога и додатака Господара прстенова, као и „Акалабета”, заједно са темама и идејама повезаним с њима. То је убедљиво најобимнији део књиге, јер обухвата скоро 300 од укупно 480 страна текста. Укључује ране нацрте пролога романа и прилога о језицима, породичним стаблима и календарима, као и историју „Акалабета”, „Причу о годинама“ (хронологије другог и трећег доба), наследнике Елендила и настанак Прилога А.

### Други део: Каснији списи
Материјали који углавном потичу након 1969. године, а обухватају есеје „О патуљцима и људима”, о развоју језика ових раса; „Феаноров шиболет”, о лингвистици вилењачког језика квенија и са етимологијама имена принчева Нолдора; „Проблем Рос”, који истражује суфикс „-рос” у именима као што су Елрос и Маедрос; као и неке „последње списе” који се баве темама Истара (чаробњака), Глорфиндела из Гондолина и Ривендала, и Кирдана Бродоградитеља.

### Трећи део: Учења Пенголода
Кратак наратив који сеже до периода Књиге изгубљених прича, представљајући информације које је Пенголод из Гондолина пренео Елфвајну Енглеском у вези са поделом вилењачких језика.

### Четврти део: Недовршене приче
Овај одељак обухвата две приче написане 1950-их.

#### Нова сенка
„Нова сенка” је наставак Господара прстенова, смештен нешто више од једног века након догађаја из романа, у време краља Елдариона, сина Арагорновог. Уредник наводи да је Толкин написао три верзије почетка ове приче, али је све напустио након само неколико страна.

#### Тал-Елмар
„Тал-Елмар” је смештен у друго доба и говори о колонизацији Средње земље од стране Нуменораца из перспективе дивљих људи. Главни лик и јунак приче, Тал-Елмар, један је од древних становника земаља које ће касније постати Гондор, а делимично потиче од нуменорских досељеника.

## Пријем
Чарлс Ноад у журналу Mallorn примећује да књига „најзад” доноси Толкиново објашњење „реинкарнације” Глорфиндела, лика који се појављује и у Силмарилиону и (хиљадама година касније) у Господару прстенова. Ноад пише да је „Кристофер Толкин упозорио да ће историја додатака бити 'и обимна и сложена' – и заиста је тако.” Он описује ситуацију са додацима Господару прстенова као „дебакл”. Истиче Толкинову неспремност да објави обимне додатке које је намеравао да прате наратив, што га је довело у слабу позицију да брани њихово укључивање. На крају је морао да их знатно скрати, што је, како Ноад каже, „штета”, и није их поново проширио у другом издању. Ноад закључује да је, имајући у виду колико је проблема било са самим додацима, било „необично оптимистично” од Толкина да замисли како би могао да објави и Силмарилион у исто време.
Ноад такође коментарише Белешку о записима из Округа, коју је Толкин додао у пролог другог издања, наводећи да је она „разградила оквирну причу Силмарилиона која је опстала пола века”. Првобитна оквирна прича укључивала је Ериола, односно Елфвајна Енглеског, који је посетио Тол Ересеу и тамо слушао приче вилењака Пенголода; тај лутајући морепловац све је то забележио, и те су приче, наводно, доспеле у Толкинове руке. Међутим, у новој верзији, ту улогу преузимају три тома које је, „великом вештином и знањем”, написао Билбо Багинс у библиотеци Ривендала, а који углавном описују „старе дане”, односно садржај Силмарилиона. Због тога, пише Ноад, „Билбов рад чини Елфвајнове приче сувишним”. Он се пита зашто би Толкин направио тако велику промену, када је решење у којем би Елфвајн преносио древна казивања, а Билбо каснија, било „сасвим разумно и складно”. Ноад нагађа да је можда Толкин закључио да Права стаза више није била доступна у 20. веку, па тако путник више није могао њоме да стигне до Тол Ересее. Или да је, можда, коначно напустио „стари сан” о томе да својим делом створи митологију за Енглеску и повеже легендаријум с енглеском историјом.